# Ligne de Raisio à Naantali
La ligne de Raisio à Naantali (finnois : Raisio–Naantali-rata), dite aussi ligne de Naantali (finnois : Naantalin rata), est une ligne de chemin de fer, du réseau de chemin de fer finlandais, qui relie Raisio au port de Naantali.

## Histoire
La ligne est achevée en 1923 et le premier train pour Naantali est arrivé le 14 juillet 1923. La gare a été inaugurée par Ivar Wilskman le 30 mai 1925. La gare disposait d'un espace séparé à l'usage du président de la République de Finlande lors de ses voyages.
Jusqu'en 1972, il y avait un trafic régulier de passagers sur la ligne .

## Infrastructure

### Ligne
La ligne part de la ligne d'Uusikaupunki à Raisio. 